# 克雷皮耶尔
克雷皮耶尔（法語：Crespières，法語發音：[kʁɛpjɛʁ]）是法国中北部法兰西岛大区伊夫林省的一个市镇，属于圣日耳曼昂莱区。 

## 地理
克雷皮耶尔（48°52'59"N, 1°55'18"E）面积14.91 平方千米，位于法国法蘭西島大區伊夫林省，该省份为法国北部内陆省份，北起瓦兹河谷省，西接厄尔省，西南接厄尔-卢瓦省，东南接埃松省，东临上塞纳省。
与克雷皮耶尔接壤的市镇（或旧市镇、城区）包括：莱萨吕埃勒鲁瓦、贝讷、达夫龙、弗什罗勒、莫尔德河畔马雷伊、奥热瓦勒、蒂韦瓦勒-格里尼翁。
克雷皮耶尔的时区为UTC+01:00、UTC+02:00（夏令时）。

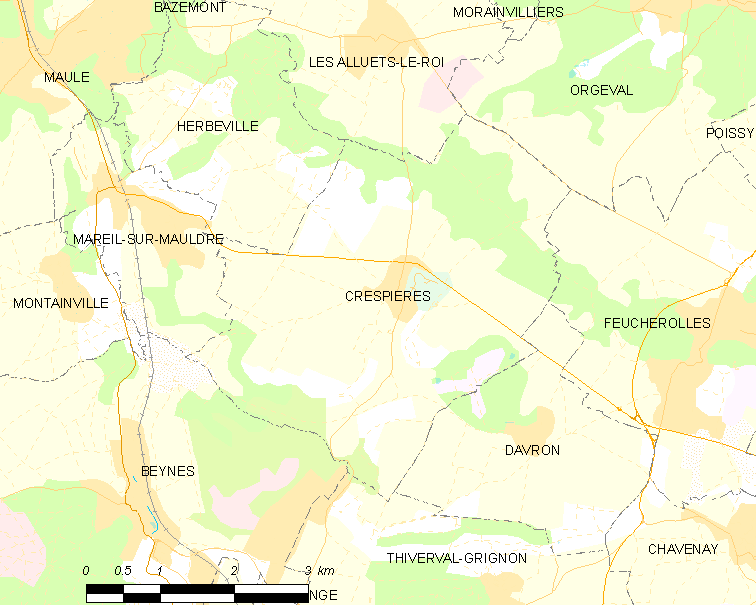
克雷皮耶尔的OSM定位图

## 行政
克雷皮耶尔的邮政编码为78121，INSEE市镇编码为78189。

## 政治
克雷皮耶尔所属的省级选区为塞纳河畔维尔讷伊县。

## 人口

1962-2008年间克雷皮耶尔人口变化图示

克雷皮耶尔于2022年1月1日时的人口数量为1717人。